# Slavjanovo
Slavjanovo (bulgariska: Славяново) är ett distrikt i Bulgarien. Det ligger i kommunen Obsjtina Pleven och regionen Pleven, i den centrala delen av landet, 150 km nordost om huvudstaden Sofia.
Trakten runt Slavjanovo består till största delen av jordbruksmark. Runt Slavjanovo är det ganska glesbefolkat, med 39 invånare per kvadratkilometer.